# Allotropa helenae
Allotropa helenae is een vliesvleugelig insect uit de familie van de Platygastridae. De wetenschappelijke naam van de soort is voor het eerst geldig gepubliceerd in 1976 door Kozlov.